# ボビニー＝パブロ・ピカソ駅
ボビニー＝パブロ・ピカソ駅（ボビニー＝パブロ・ピカソえき、仏：Bobigny - Pablo Picasso）は、フランス・ボビニーにあるメトロ（地下鉄）の駅。パリメトロ5号線の北側の終点である。

## 概要

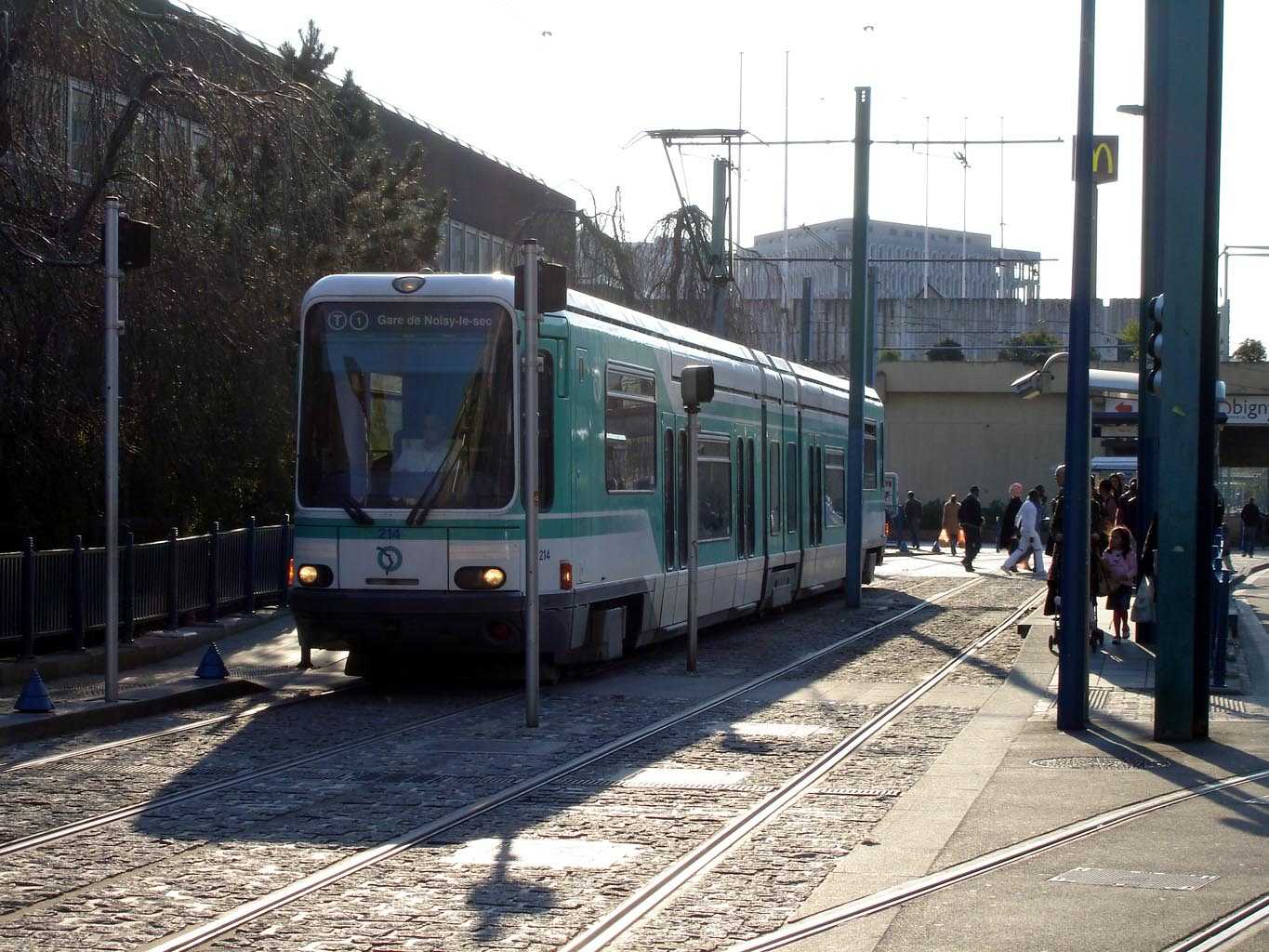
ボビニー＝パブロ・ピカソ駅（トラム１号線）

多数の高層建物、集合住宅や公共施設のある地区に存する。

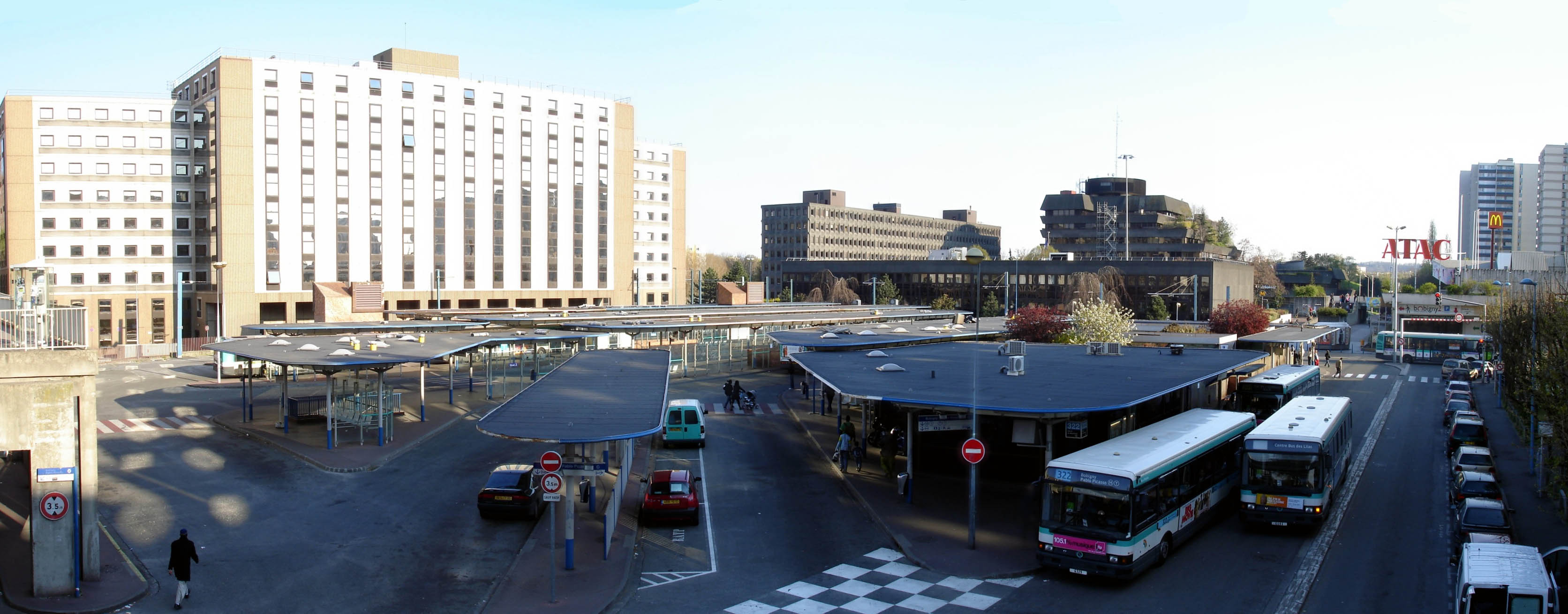
ボビニー＝パブロ・ピカソ駅（地上）のバスターミナル。奥の建物（中央）はセーヌ＝サン＝ドニ県庁。

セーヌ＝サン＝ドニ県庁、県議会、裁判所、商工会議所、警察署などの最寄り駅である。
駅はシュマン・ヴェール通りとモーリス・トレーズ大通りの南方地下8メートルにあり、比較的浅い位置にある。トンネルは列車が駅へ後戻りできるようにパブロピカソ通りの下へ160メートル程度延びている。
バス乗り場は、地上に配置されている。
また、地上には、トラム1号線の駅もある。
2011年の乗降客は、672万2182人で全駅中47位であった。